# Foz do Jordão
Foz do Jordão ist ein brasilianisches Munizip im Süden des Bundesstaats Paraná. Es hat 4.926 Einwohner (2022), die sich Fozjordenser nennen. Seine Fläche beträgt 235 km². Es liegt 763 Meter über dem Meeresspiegel.

## Etymologie
Der Name bedeutet auf Deutsch Mündung des Jordan.
Ursprünglich hieß der Fluss in Tupi-Guarani Rio Capivarussu. Den Namen Jordão erhielt er nach Auffassung des Forschers José Carlos Veiga Lopes, weil bei einer der Erkundungsexpeditionen am 15. Dezember 1771 mehrere Personen ins Wasser fielen, darunter Oberstleutnant Afonso Botelho. Diese unfreiwillige Taufe führte zur Assoziation mit dem biblischen Jordan, in dem Jesus Christus getauft wurde.
Der Ort wurde ursprünglich aufgrund einer Sage über versteckte Jesuitenschätze Segredo (deutsch: Geheimnis) genannt. Im Prozess der Muniziperhebung wurde der Name geändert, um die Namensgleichheit mit anderen Munizipien in Brasilien auszuschließen.

## Geschichte

### Besiedlung
Die historischen Ursprünge der Gemeinde Foz do Jordão führen zur Enthüllung des Geheimnisses von Segredo, der Siedlung, aus der die heutige Gemeinde hervorging. Jesuitenpadres passierten auf ihrer Flucht vor Sklavenjägern um 1628/30 den heutigen Ort Foz do Jordão, woraus sich eine Legende über verborgene Schätze entwickelte.
Später, nach der militärischen Expedition von Cândido de Almeida Souza, wurde am 9. September 1770 die Mündung des Rio Capivarussu (heute Rio Jordão) vermessen. An diesem Ort wurde der Bezirk Segredo gebildet und die Festung Nossa Senhora do Carmo gegründet. Alten Berichten zufolge war Segredo ein Durchgangsort, an dem Reisende übernachteten.
Die archäologischen Funde der Gemeinde sind reichhaltig, vor allem an der Mündung des Córrego Passado do Aterrado.
Im Jahr 1956 errichtete eine amerikanische Unternehmensgruppe unter Leitung von Frederic Lutcher Brown am Ufer des Rio Jordão eine Zellstofffabrik, ein Wasserkraftwerk, einen Flughafen und zugehörige Einrichtungen. Dies war ein starker Impuls für die Wirtschaft von Segredo, die mit diesem Unternehmen Höhen und Tiefen erlebte.

### Erhebung zum Munizip
Foz do Jordão wurde durch das Staatsgesetz Nr. 11.250 vom 15. Dezember 1995 aus Candói ausgegliedert und in den Rang eines Munizips erhoben. Es wurde am 1. Januar 1997 als Munizip installiert.

## Geografie

### Fläche und Lage
Foz do Jordão liegt auf dem Terceiro Planalto Paranaense. Seine Fläche beträgt 235 km². Es liegt auf einer Höhe von 763 Metern.

### Vegetation
Das Biom von Foz do Jordão ist Mata Atlântica.

### Klima
Das Klima ist gemäßigt warm. Es werden hohe Niederschlagsmengen verzeichnet (2009 mm pro Jahr). Im Jahresdurchschnitt liegt die Temperatur bei 18,0 °C. Die Klimaklassifikation nach Köppen und Geiger lautet Cfa.

### Gewässer
Foz do Jordão liegt im Einzugsgebiet des Iguaçú, der die südliche Grenze des Munizips bestimmt. Der Rio Jordão bildet die südöstliche Grenze des Munizips, bis er in den Iguaçu mündet.

### Straßen
Foz do Jordão ist über die PR-662 mit der BR-373 verbunden. Diese führt nach Norden nach Candoí und im Süden Coronel Vivida.

### Nachbarmunizipien
|             | Candói                                      |                   |
| Chopinzinho | Kompassrose, die auf Nachbargemeinden zeigt | Pinhão            |
|             |                                             | Reserva do Iguaçu |

## Stadtverwaltung
Bürgermeister: Francisco Clei da Silva, PSB (2021–2024)
Vizebürgermeisterin: Glorinha Aparecida Pflanzer, PSDB (2021–2024)

## Demografie

### Bevölkerungsentwicklung
| Jahr | Einwohner | Stadt | Land |
| ---- | --------- | ----- | ---- |
| 2000 | 6.378     | 68 %  | 32 % |
| 2010 | 5.420     | 72 %  | 28 % |
| 2022 | 4.926     |       |      |

Quelle: IBGE, bis 2010: Volkszählungen und für 2021: Schätzung  und Volkszählung 2022

### Ethnische Zusammensetzung
| Gruppe * | 2000    | 2010    | wer sich als …                                                                   |
| --- | ------- | ------- | -------------------------------------------------------------------------------- |
| Weiße | 78,2 %  | 55,6 %  | weiß bezeichnet                                                                  |
| Schwarze | 1,5 %   | 3,8 %   | schwarz bezeichnet                                                               |
| Gelbe | 0,0 %   | 0,4 %   | von fernöstlicher Herkunft wie japanisch, chinesisch, koreanisch etc. bezeichnet |
| Braune | 19,3 %  | 40,1 %  | braun oder als Mischung aus mehreren Gruppen bezeichnet                          |
| Indigene | 0,6 %   | 0,1 %   | Ureinwohner oder Indio bezeichnet                                                |
| ohne Angabe | 0,3 %   | 0,0 %   |                                                                                  |
| Gesamt | 100,0 % | 100,0 % |                                                                                  |
| *) Das IBGE verwendet für Volkszählungen ausschließlich diese fünf Gruppen. Es verzichtet bewusst auf Erläuterungen. Die Zugehörigkeit wird vom Einwohner selbst festgelegt. |         |         |                                                                                  |

Quelle: IBGE (Stand: 1991, 2000 und 2010)